# Franz de Paula Karl von Colloredo
Franz de Paula Karl Graf von Colloredo-Waldsee (* 23. Mai 1736 in Wien; † 10. März 1806 ebenda) war kaiserlicher Oberstkämmerer und Kabinetts- und Konferenzminister.

## Familie
Sein Vater war Camillo Graf von Colloredo-Waldsee. Dieser war Oberhofmeister der Erzherzogin Maria Anna. Die Mutter war Maria Franziska (geb. Gräfin von Wolfsthal). Er selbst heiratete 1762 in erster Ehe Maria Eleonore Gräfin von Wrbna und Freudenthal. In zweiter Ehe heiratete er Victoria Gräfin Folliot de Crenneville. Aus der ersten Ehe gingen drei Söhne und drei Töchter hervor. Aus der zweiten Ehe ging der spätere Diplomat Franz de Paula von Colloredo-Wallsee und eine Tochter hervor.

## Leben
Seine Laufbahn im Staatsdienst begann er als Regierungsrat in Niederösterreich. Im Jahr 1772 wurde er Oberhofmeister in Florenz und Erzieher des späteren Kaisers Franz. 1790 ernannte ihn Kaiser Joseph II. zum wirklichen geheimen Rat und verlieh ihm den Orden vom Goldenen Vlies. Kaiser Franz II. ernannte Colloredo nach der Regierungsübernahme 1792 zu seinem Geheimen Kabinetts- und Konferenzminister, 1796 folgte die Ernennung zum kaiserlichen Oberstkämmerer. Im Staats- und Konferenzrat spielte Colloredo eine maßgebliche Rolle.  
Nach dem Rücktritt von Johann Amadeus Franz von Thugut 1801 nach dem Frieden von Lunéville wurde Colloredo neben Johann Ludwig von Cobenzl auch verantwortlich für die äußere Politik. Dabei blieb er den Vorstellungen aus der Zeit des Ancien Régime verhaftet und war weiter abhängig von Thugut. Die Entwicklung in Frankreich blieb ihm fremd und Napoleon war er nicht gewachsen. Anfangs neigte er zur französischen Seite hin. Außerdem schwankte er zwischen der Bindung an das Heilige Römische Reich und den Interessen Österreichs. Angeblich war der Einfluss seiner zweiten Frau mitverantwortlich, dass sich Colloredo 1805 für den Beitritt zur antifranzösischen Koalition entschloss. 
Nachdem es 1805 zum erneuten Krieg mit Napoleon kam, hat er sich für die Ernennung von Karl Mack von Leiberich als Generalquartiermeister eingesetzt. Nach den Schlachten von Ulm und Austerlitz wurden diese Niederlagen auch Colloredo indirekt zur Last gelegt, was zu seiner Entlassung führte.